# Малое Аральское море
Малое Ара́льское море (Малый Арал, Северный Арал, каз. Солтүстік Арал теңізі) — солоноватое озеро на территории Кызылординской области Казахстана, северная часть разделившегося Аральского моря, получающая воду из Сырдарьи. Возникло в 1987 году в результате усыхания Аральского моря; в современном виде сформировалось после устройства Кокаральской плотины, предотвратившей дальнейшее усыхание северной части Арала.
В 2012 году Малое Аральское море и дельта реки Сырдарьи были включены в перечень водно-болотных угодий международного значения, подпадающих под действие Рамсарской конвенции.

## География

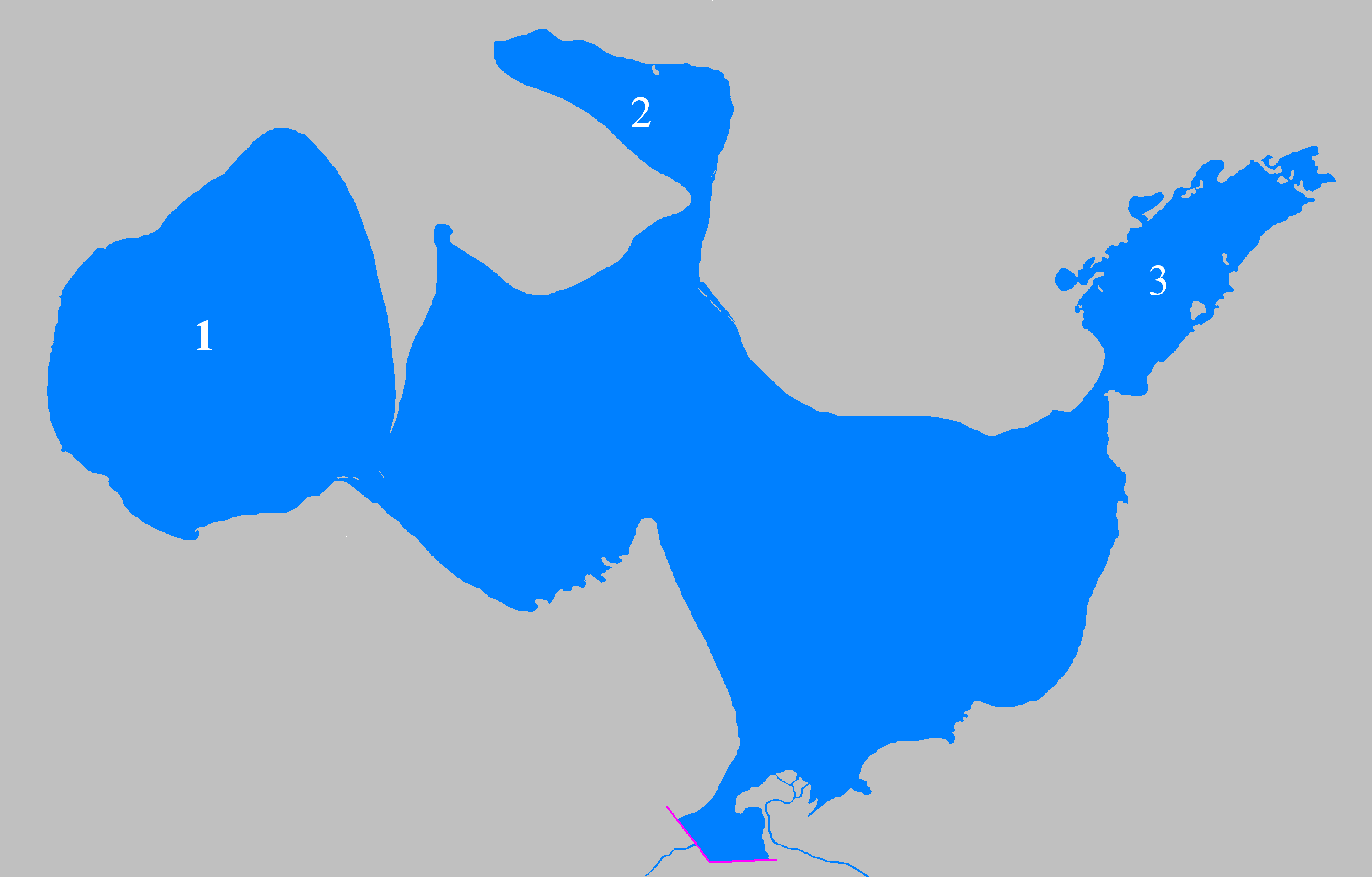
Северное Аральское море:
1. Залив Шевченко
2. залив Бутакова
3. залив Большой Сарышыганак
Кокаральская плотина выделена розовым цветом

Малый Арал включает в себя несколько заливов: залив Шевченко, залив Бутакова, залив Большой Сарышыганак, на бывшем берегу которого расположен Аральск, бухта Жаланаш (на 2010 год полностью высохла), на берегу которой расположено селение Жаланаш. Также в состав озера входит часть пролива Берга, который перекрыт Кокаральской плотиной с водосбросом. Высота гребня плотины — 6 м (45,5 м абс), наполнение Малого моря предполагается до отметок 42,2 м абс.
В 2009 году уровень озера составлял 42 м, при этом солёность уменьшилась до 12 ‰.
| Показатели                    | 1970  | 1988 | 2003 | 2004 | 2007  | 2008 | 2009 | 2010 | 2011 |
| ----------------------------- | ----- | ---- | ---- | ---- | ----- | ---- | ---- | ---- | ---- |
| Уровень воды, м               | 53    | 40   | 30   |      | 42    | 42   | 42   | 42   | 42   |
| Объём, км³                    | 82    |      |      | 15,6 |       |      |      | 27,1 |      |
| Площадь поверхности, тыс. км² | 6,118 |      | 2,55 |      |       | 3,3  |      |      |      |
| Солёность, ‰                  | 8-13  | 30   |      | 23   | 11-14 |      | 12   | 17   | 9    |

## Восстановление уровня воды в водоёме

Малый Арал в 2000 и 2011 гг.

Предпринималось несколько попыток перегородить Малый Арал плотиной, чтобы вода из него не уходила, но они кончались неудачей — штормовые волны озера разрушали дамбу. Ситуация изменилась после введения в строй Кокаральской дамбы в 2005 году. За два года Малый Арал почти полностью заполнила вода, озеро приблизилось к Аральску, смягчился климат над озером и его побережьем. Стали возрождаться пастбища, а в Малый Арал был даже выпущен осётр.
Спасение Малого Арала осуществляется в рамках уникального крупномасштабного проекта «Регулирование русла реки Сырдарьи и сохранение северной части Аральского моря». Стоимость данного проекта — 85,79 миллиона долларов, из которых 64,5 миллиона составляет заём Всемирного банка, а 21,29 миллиона выделил республиканский бюджет. Он предусматривает строительство и реконструкцию регулирующих гидротехнических сооружений и узлов. Главная задача — сохранить северную часть Аральского моря, что, несомненно, будет иметь мировой резонанс, поскольку увеличение объёма моря повлечёт за собой не только рост сельскохозяйственного и рыбного производства бассейна Сырдарьи, но и улучшение экологических условий в регионе.
Объём воды в Малом Арале с 2004 года к октябрю 2010 года увеличился на 11,5 км³ и достиг 27,1 км³, что позволило покрыть водной поверхностью 870 квадратных километров осушенного морского дна. Снизилась общая минерализация воды с 23 до 17 граммов на литр, увеличилась добыча рыбы — с 400 килограммов (в начале 1990-х годов) до 11 тысяч тонн.
Благодаря Кокаральской плотине малое Аральское море из горько-солёного бессточного водоёма превратилось в полупроточный: поступление пресных вод Сырдарьи и периодический сток солоноватых вод через водосброс плотины создают условия для постепенного вымывания соли из озера. Сейчас малый Арал — слабосолёный водоём с минерализацией 8-9 промилле. Однако со временем он может стать почти пресноводным. Процесс распреснения происходит очень медленно, так как дельта Сырдарьи находится рядом с дамбой, что препятствует активной циркуляции пресных вод по всему морю.
По состоянию на январь 2025 года площадь Северного Аральского моря составляет 3065 квадратных километров. Это на 111 квадратных километров больше, чем в начале 2022 года. Увеличение объёма и площади Северного Аральского моря позволило снизить минерализацию воды и восстановить популяцию 22 видов рыб. Ежегодный объём рыболовства достиг 8 тыс. тонн.

## Перспективы
В рамках проекта РРССАМ-2 ведётся подготовка к увеличению высоты Кокаральской плотины на 6 метров и осуществлению переноса водосброса в Большой Арал из пролива Берга в залив Шевченко. При этом объём воды в Северном Арале увеличится с 27 км³ до 59 км³, что позволит увеличить глубину озера и подойти водам Малого Арала к бывшему порту Аральск на расстояние около 1 км.
Объёмом работ, которые планируется начать в 2018 году, предусмотрены:
- реконструкция северной части Аральского моря — наращивание Кокаральской дамбы с 42 до 48 метров по Балтийской шкале;
- строительство и оборудование рабочего центра управления водными ресурсами в казахстанской части бассейна реки Сырдарьи;
- восстановление шлюза-регулятора Кызылординского гидроузла;
- строительство защитных дамб в Казалинском и Кармакшинском районах;
- спрямление русла Сырдарьи на участках Корганша и Турумбет;
- строительство автодорожного моста вблизи села Бирлик Казалинского района;
- восстановление Камыстыбасской и Акшатауской озёрных систем;
- реконструкция и расширение выростных прудов в Камыстыбасском рыбопитомнике в Аральском районе.

Стоимость проекта — более 23 млрд тенге. Предполагается, что площадь Малого Аральского моря увеличится с 3151 квадратного километра до 4645, его минерализация снизится до 8 г/л.
Однако исполнение проекта откладывается. По состоянию на 2020 год требуемые средства не выделены, предполагаемое наращивание дамбы на 6 метров в высоту не произошло, избыток воды сбрасывается, поскольку вода находится на максимально возможном уровне. Более того, считается, что дамба в настоящее время находится в аварийном состоянии. Имеются разногласия на международном уровне относительно дальнейших действий по развитию проекта.

## Топографические карты
- Лист карты L-41-VII Акеспе. Масштаб: 1 : 200 000. Состояние местности на 1981 год. Издание 1986 г.
- Лист карты L-41-VIII Аральск. Масштаб: 1 : 200 000. Состояние местности на 1982 год. Издание 1986 г.
- Лист карты L-40-XVIII Куланды. Масштаб: 1 : 200 000. Указать дату выпуска/состояния местности.
- Лист карты L-41-XIII Акбасты. Масштаб: 1 : 200 000. Указать дату выпуска/состояния местности.
- Лист карты L-41-XIV Камышлыбаш. Масштаб: 1 : 200 000. Указать дату выпуска/состояния местности.